# Вознесенский монастырь (Барколабово)

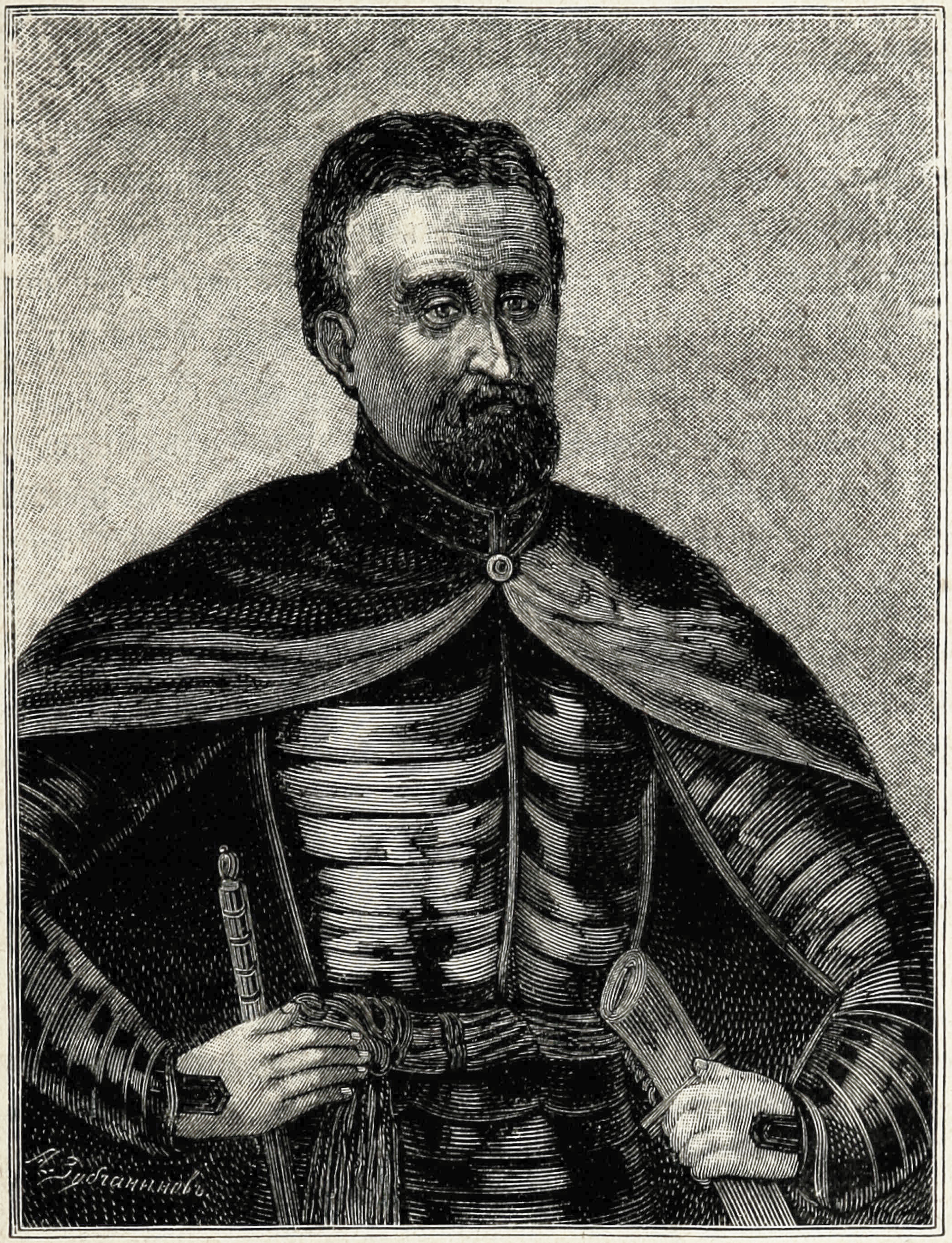
Основатель монастыря Богдан Статкевич, гравюра с портрета, найденного в Оршанском Кутеинском монастыре

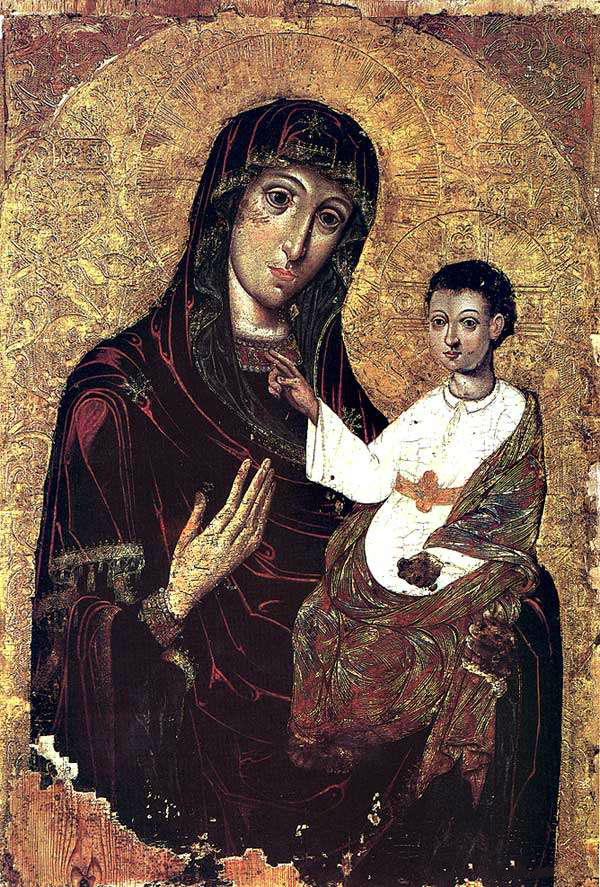
Борколабовская икона Божией Матери

Свято-Вознесенский женский монастырь в селе Барколабово Быховского района Могилёвской области — действующий православный женский монастырь Белорусского экзархата Русской православной церкви. Монастырь входит в состав Бобруйской и Быховской епархии. Расположен в 8 км севернее Быхова. Основан в 1641 году Богданом Стеткевичем.

## История
В соборном храме монастыря хранилась чудотворная икона Божией Матери, по преданию, подаренная монастырю в 1659 году князем Пожарским, возвращавшимся с войсками в Россию из Литвы. Существует легенда, что икона была спрятана в военном обозе. Когда отряд князя проходил мимо монастыря, «образ стал недвижим» и никакие усилия не смогли сдвинуть его с места. Пожарский понял, что образ желает остаться в монастыре, и передал его игуменье Фотинии Киркоровне. Икона была первоначально помещена в центре Вознесенской церкви, в следующую ночь икона чудесным образом переместилась к стене храма.
На поклонение образу в Барколабовский монастырь стекались паломники не только православного вероисповедания, но и униаты и католики. Образ прославился чудесами во время Северной войны и Отечественной войны 1812 года.
Чудотворная икона пережила все войны XVII—XX веков, и все гонения на религию, включая советские времена. В 1882 году Вознесенский храм сгорел, но чудотворный образ, иконостас и утварь были спасены от пожара.
После 1920 года Барколабовский монастырь закрыли. Во время Великой Отечественной войны икону сохранили бывшие инокини (по другим устным сведениям, образ находился в часовне на железнодорожной станции Быхов). В 1953 году перед праздником Пасхи чудотворный образ был принесён в Свято-Троицкий храм в Быхове и помещён в специальный пристенный киот.

## Возрождение монастыря
В 2008 году началось возрождение монастыря.
24 июля 2010 года, в день празднования Барколабовской иконы Божией Матери, состоялось торжественное перенесение чудотворного образа из Свято-Троицкого храма города Быхова в возрождённый Свято-Вознесенский монастырь.
Этот образ является одним из самых почитаемых образов Божией Матери в Восточной Беларуси. Барколабовская Одигитрия, написанная темперой на хвойной основе с вызолоченным резным фоном, является одним величайших шедевров белорусской школы иконописи и вместе с тем сохраняет выразительные черты его древне-византийского прообраза. Исследователи высказывают мнение, что образ создан на границе XVI—XVII столетий, или в первой половине XVII века в центрально-белорусском регионе (возможно в Слуцке). Иконография близка Иверской и Ильинской (Черниговской) иконам Божией Матери.
Божия Матерь изображена почти поколенно, облачена в тёмно-пурпурный мафорий, украшенный тремя золотыми ажурными звёздами и золотой кружевной каймой с кистями, тёмно-зелёное платье имеет широкую жемчужную обнизь на горловине и поручах, золотой нимб гравирован лучистым сиянием. Лик Богородицы исполнен царственной красоты, благородства и скорби. Склонив голову к Младенцу, восседающему на Её левой руке, высоко поднятой вверх правой рукой Она указывает на благословляющую десницу Сына. Младенец Христос, в белом хитоне-рубашке с отложным воротом, препоясанном красным кушаком, и охристо-красном гиматии с обильным золотым ассистом, слегка повёрнут к Богоматери, благословляет правой рукой, в левой руке держит свиток.
Не сохранился серебряный позолоченный оклад иконы, который был украшен драгоценными камнями и жемчугом; в серебряной звезде подле ножек Богомладенца находились частицы мощей Святой Евфросинии Полоцкой и Святого Лонгина. Сохранились сведения о реставрации и частичной переделке оклада в 1868 году.
День празднования образа приходится на 11 июля старого стиля (24 июля), день его явления в Барколабовском монастыре.

В честь 350-летия Барколабовской иконы Божией Матери в Беларуси в 2009 году была выпущена серия марок, посвящённых этому событию.

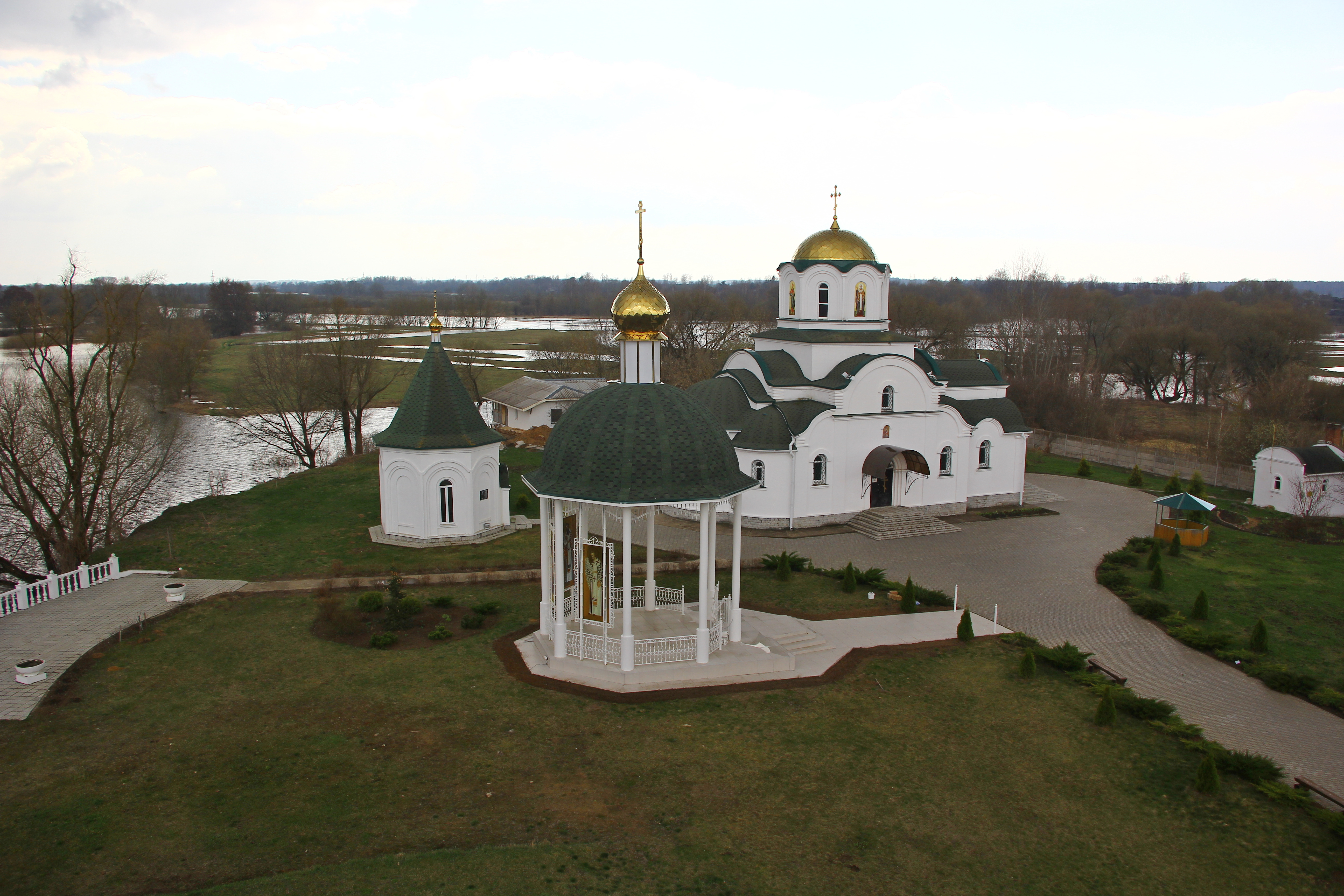
Вид с колокольни на храм, где хранится икона Божьей матери
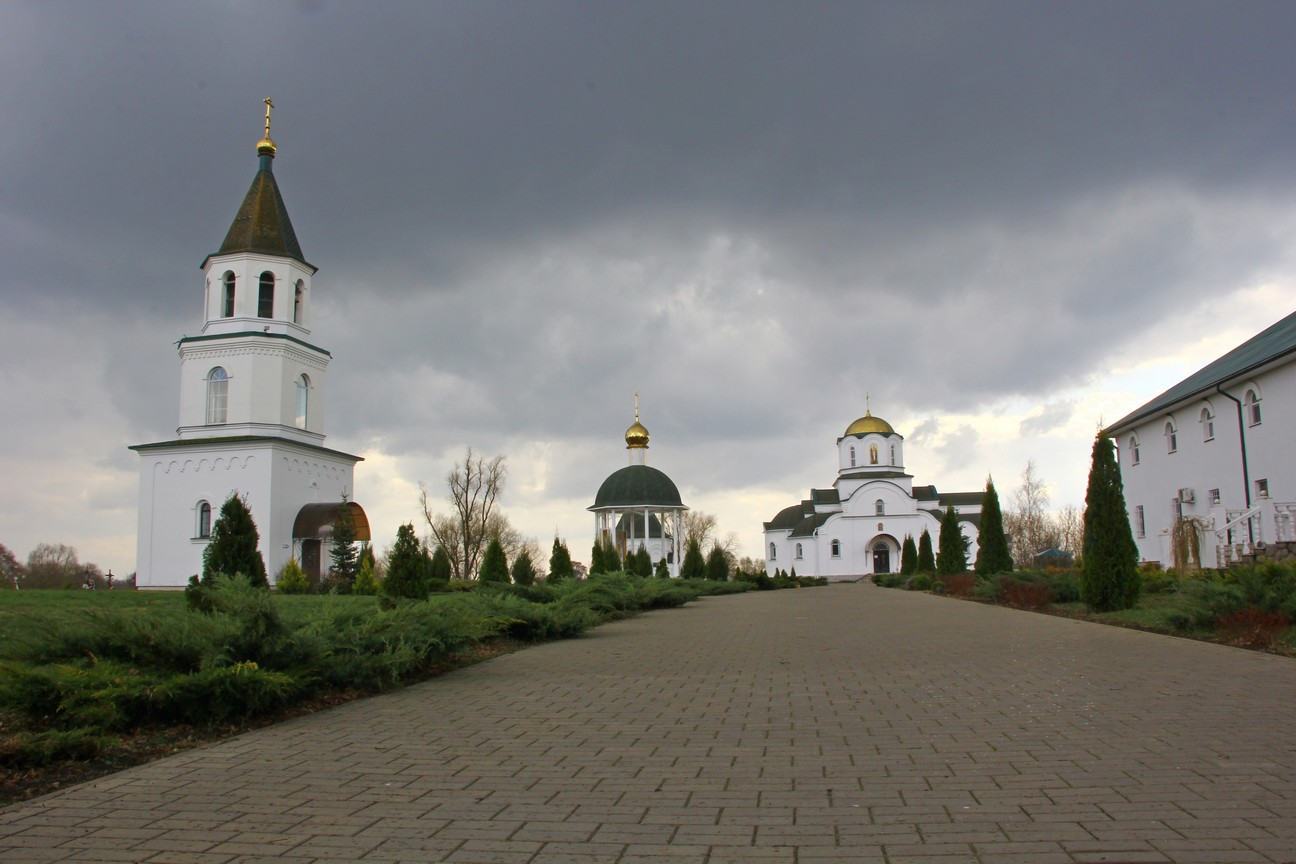
Дорожка к храму